# Владімір Буржил
Владімір Буржил (словац. Vladimír Búřil; 17 травня 1969, м. Братислава, ЧССР) — словацький хокеїст, захисник.  
Вихованець хокейної школи «Слован» (Братислава). Виступав за «Слован» (Братислава), «Боксер де Бордо», «Вільгельмсгафен», «Гайльбронннер Фалькен», МсХК «Жиліна», «Альба Волан» (Секешфехервар), «Подгале» (Новий Тарг), ТКХ «Торунь», «Краковія» (Краків).
У складі національної збірної Словаччини провів 25 матчів (1 гол); учасник зимових Олімпійських ігор 1994. У складі молодіжної збірної Чехословаччини учасник чемпіонату світу 1989. 
Досягнення
- Чемпіон Словаччини (1998, 2000)
- Чемпіон Угорщини (2006)
- Чемпіон Польщі (2007, 2008).